# John Hench
John Hench était un employé de la Walt Disney Company pendant plus de 60 ans qui y travailla entre autres comme animateur, directeur artistique et imagineer. Il est né le 29 juin 1908 à Cedar Rapids (Iowa) aux États-Unis et est mort le 5 février 2004 à Burbank (Californie) d'une crise cardiaque à l'âge de 95 ans. Il était le peintre officiel de Mickey Mouse.

## Biographie
Après une enfance dans l'Iowa, Hench étudia dans de nombreuses écoles d'art ou de design à travers les États-Unis dont l'Art Students' League à New York, l'Otis Art Institute à Los Angeles, la California School of Fine Arts de San Francisco et le Chouinard Art Institute de Los Angeles.
Il entra aux studios Disney en 1939 comme dessinateur de storyboard,. mais fit son chemin à travers presque tous les services du département animation des Walt Disney Productions.
Il réalise les décors sur Fantasia et Dumbo, la composition sur Les Trois Caballeros et Coquin de printemps, la direction artistique sur La Boîte à musique, l'animation de Danny, le petit mouton noir, la couleur et le style du Crapaud et du Maître d'école, Cendrillon et Peter Pan ainsi que les effets spéciaux de Vingt Mille Lieues sous les mers. Walt Disney considérait Hench comme l'un des artistes les plus talentueux du studio et lui demande de travailler avec Salvador Dalí sur le projet de court métrage animé Destino lancé en 1945 mais inachevé et édité seulement en 2003.
Au début des années 1950, il intègre le département des films en prise de vues réelles et participe au documentaire Le Désert vivant (1953). La même année, il est choisi comme peintre officiel de Mickey Mouse à l'occasion du 25e anniversaire de la souris. En 1954, il est le développeur du système hydraulique de la pieuvre géante du film Vingt Mille Lieues sous les mers (1954) pour lequel il obtient l'oscar des meilleurs effets spéciaux. Après ce film, il intègre en 1955 les équipes de WED Entreprises et devient un imagineer. Il est considéré comme l'un des piliers de la renaissance du studio aux côtés de Marc Davis et Ward Kimball.
À ce poste, il se fait concepteur d'attractions pour un nouveau genre de loisirs, le parc à thèmes Disneyland, et travaille surtout la zone de Tomorrowland. Sa ressemblance physique avec Walt Disney lui valurent lors de ses fréquentes visites professionnelles dans les parcs de signer des autographes et de poser pour des photos avec les visiteurs.
L'une des réalisations les plus connues de John Hench est la torche olympique conçue pour les Jeux olympiques d'hiver de 1960 à Squaw Valley en Californie. Il était aussi le portraitiste officiel de Mickey Mouse et a réalisé les portraits pour les 25e, 50e, 60e, 70e et 75e anniversaire.
Hench et sa femme étaient des adeptes de longue date de l'hindouisme et du saint Râmakrishna. Ils étaient membres de la Vedanta Society de Californie du Sud.
En 1990, Michael Eisner récompensa Hench d'un trophée Disney Legends.
Hench continua à travailler quotidiennement dans un bureau du siège de Walt Disney Imagineering à Glendale jusqu'à quelques semaines avant sa mort. Son badge et un trophée de 65 ans de service sont exposés dans le hall du bâtiment à côté de souvenirs offerts par ses collègues.
Le 5 février 2004 à Burbank (Californie), il meurt d'une crise cardiaque à l'âge de 95 ans après une brève hospitalisation dans un hôpital de Burbank.

## Filmographie
- 1940 : Fantasia, décor
- 1941 : Dumbo, décor
- 1944 : Les Trois Caballeros, layout
- 1946 : La Boîte à musique, direction artistique
- 1947 : Coquin de printemps, layout
- 1949 : Danny, le petit mouton noir, direction artistique
- 1949 : Le Crapaud et le Maître d'école, couleurs et stylisme
- 1950 : Cendrillon, couleurs et stylisme
- 1951 : Alice au Pays des Merveilles, couleurs et stylisme
- 1952 : Les Oiseaux aquatiques (Water Birds), effets d'animation
- 1953 : Everglades, monde mystérieux (Prowlers of the Everglades)
- 1953 : Peter Pan, couleurs et stylisme
- 1954 : Vingt Mille Lieues sous les mers, illustrateur production
- 1959 : Donald au pays des mathémagiques, stylisme
- 2003 : Destino, scénario

## Autres réalisations
- Château de Cendrillon du Magic Kingdom et de Tokyo Disneyland
- Concepts originaux de Space Mountain
- Mickey Mouse Revue